# Хан (објекат)
Хан је грађевински објекат из периода Османског царства који је служио за преноћиште путника и њихових каравана. Ханови су били зграде са шталом за коње, просторијом за путнике и просторијом за ханџију. Најстарији писани извор о постојању хана у Босни и Херцеговини је 1462. године.

## Опис
Зграда хана је приземна са правоугаоном основом, зидовима високим 2 — 2,5 m. Зидови су од камена, а врата довољно широка да може кроз њих да прође коњ са товаром. Унутар хана се налазило једно или два огњишта где се зими ложила ватра да се путник угреје и осуши одећу. било је ханова са одвојеном собом и собом на спрату у којој је боравио ханџија и ноћивали имућнији путници. Собе за имућније путнике су биле боље опремљене ћилимима, серџадом и миндером. Тек од краја 19. века се у хановима користе кревети, столови и столице. За расвету су служиле свеће — лојанице. Пред ханом је била софа на којој би се пролазници одмарали. Неки ханови су имали шталу одвојену од остатка објекта.